# Улица Дзержинского (Казань)
Улица Дзержи́нского (тат. Дзержинский урамы) — улица в Вахитовском районе Казани.

## Расположение
Улица Дзержинского пролегает по территории Вахитовского района г. Казани с запада на восток в большинстве своём вдоль парков Чёрное озеро и Ленинский сад.
Улица начинается от перекрёстка с улицами Батурина и Миславского и заканчивается перекрёстком с улицами Пушкина и Горького.
Улицу Дзержинского можно назвать самой широкой улицей центра Казани, из-за разделяющего чётную и нечётную стороны улицы парка Чёрное Озеро её ширина превышает 125 м.

## История
Исторически современной улице Дзержинского отвечали две улицы Казанского посада — Левая и Правая Черноозёрская, которые проходили с двух сторон от Чёрного озера и парка около него, который был устроен в конце XVIII века по проекту губернского архитектора В. И. Кафтырева. Правая Черноозёрская была одной из главных улиц «верхнего» города и в начале XIX века была застроена домами по образцовым проектам. Объединение двух улиц и переименование в улицу Дзержинского произошло 2 ноября 1927 года.
В конце XVIII -- начале XIX веков был построен дом № 17. До 1806 года дом принадлежал помещику Баратаеву, но по проекту архитектора Я. М. Шелковникова его переоборудовали под больницу. До 1918 года здесь находились учреждения Казанского военного округа, в 1941—1942 годах здесь размещался штаб 146-й стрелковой дивизии.
В 1846—1847 годах в доме № 11, принадлежавший архитектору Петонди, проживали братья Толстые. Братья заняли пять комнат на втором этаже двухэтажного каменного флигеля, построенного в первой половине XIX века. В конце XIX века здесь размещался дом инвалидов.
В семидесятых годах XIX века был построен дом № 13 — здание номеров Банарцева. Здесь останавливались Г. И. Успенский, В. Г. Короленко и другие. Дом снесён в 2010-х годах.
На одном из снесённых домов (сейчас там дом 11а) на перекрёстке с улицей Япеева в 1969 году была установлена мемориальная доска: «В доме, находящемся в этом дворе, в 1846—1847 гг. жил Л. Н. Толстой».
В 1928 году по проекту архитектора Д. М. Фёдорова построен дом 19/1 — Мергасовский дом. Дом так назван по Мергасовскому переулку, так раньше называлась улица Кави Наджми. В этом доме в квартире № 15 с 1931 по 1952 год проживал писатель Кави Наджми. Четырёхэтажный дом с цокольным этажом считается первым пятиэтажным домом в Казани. Дом № 20 — жилой дом Казанского отделения ГЖД; дом № 27 — жилой дом завода «Электроприбор».
В 2015 году, с июля по сентябрь, на чётной стороне улицы был проведен капитальный ремонт, после чего на ней снова открыто движение. Проезжая часть имеет разметку для движения велосипедистов и для парковки автомобилей. Изменился порядок движения на улице — от улицы Чернышевского в сторону улицы Лобачевского стало односторонним. Площадь ремонта проезжей части составила более 7000 м². с оборудованием водоотводными лотками большей пропускной способности. Данное мероприятие позволит исключить поддтопление парка Чёрное озеро дождевыми водами.

## Происхождение наименования
Своё название улица получила в честь Феликса Эдмундовича Дзержинского — революционера, по происхождению польского дворянина, советского государственного деятеля, главы ряда наркоматов, основателя ВЧК.

## Фотографии

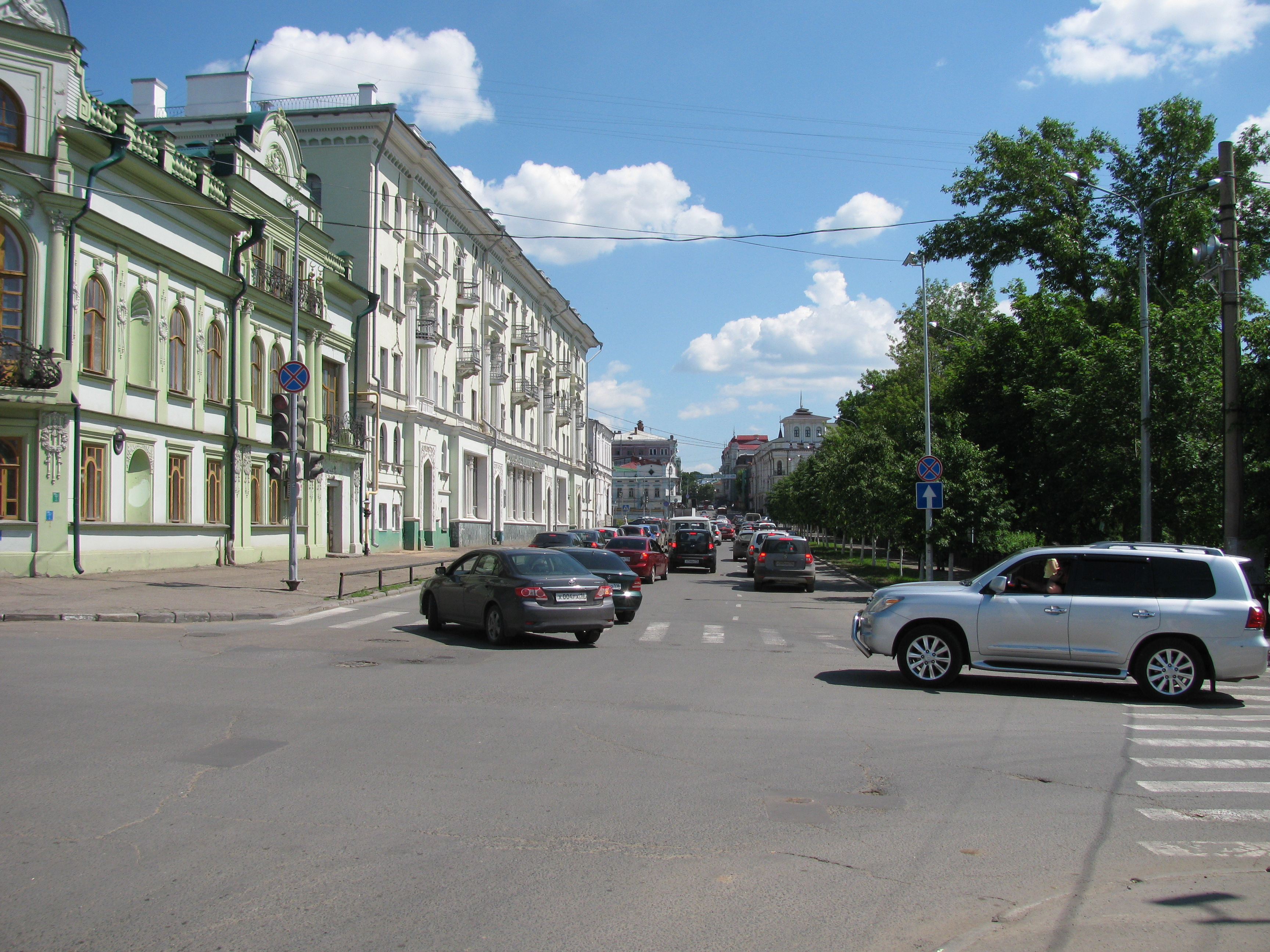
У Университетского садика
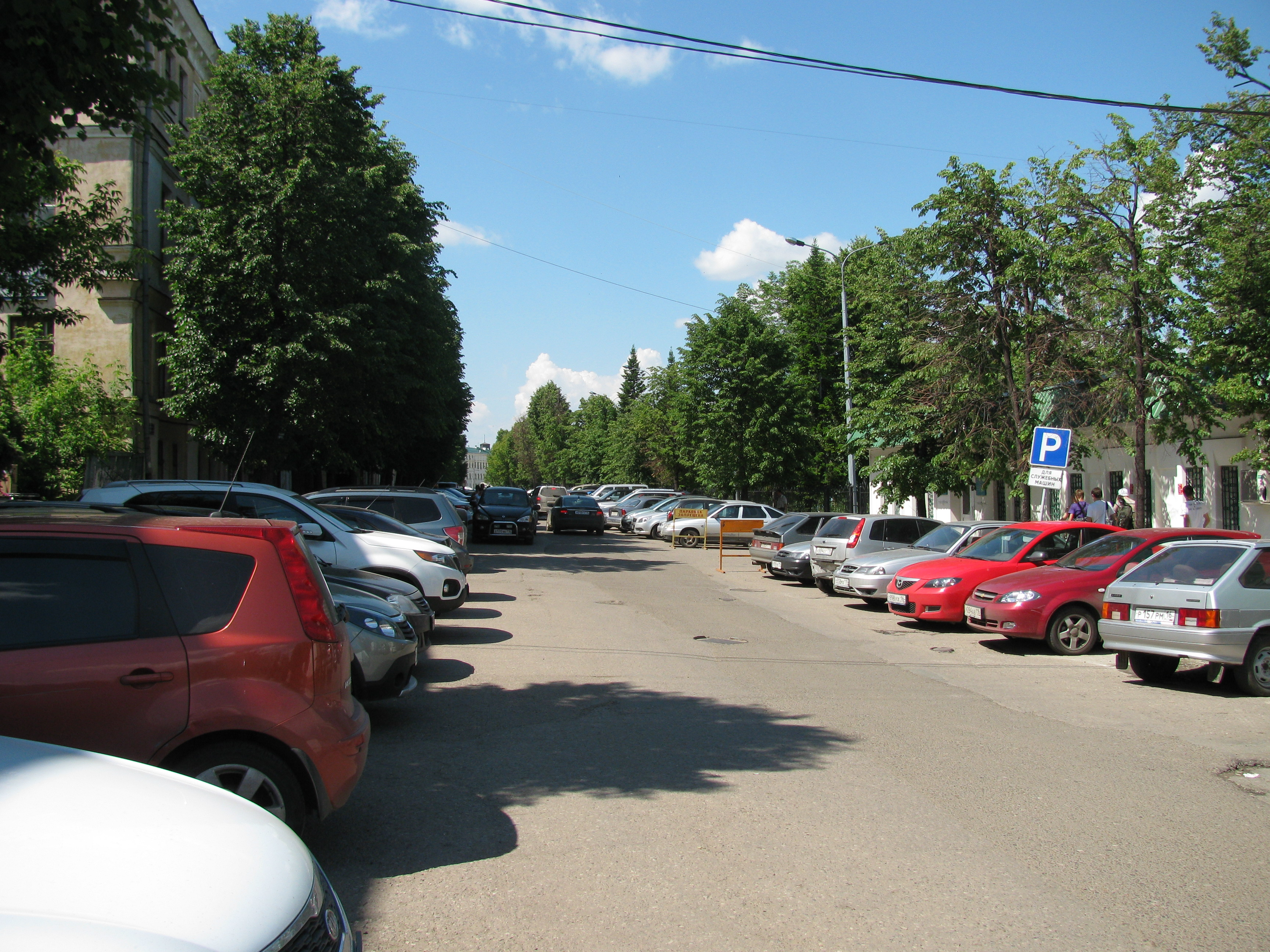
Чётная сторона
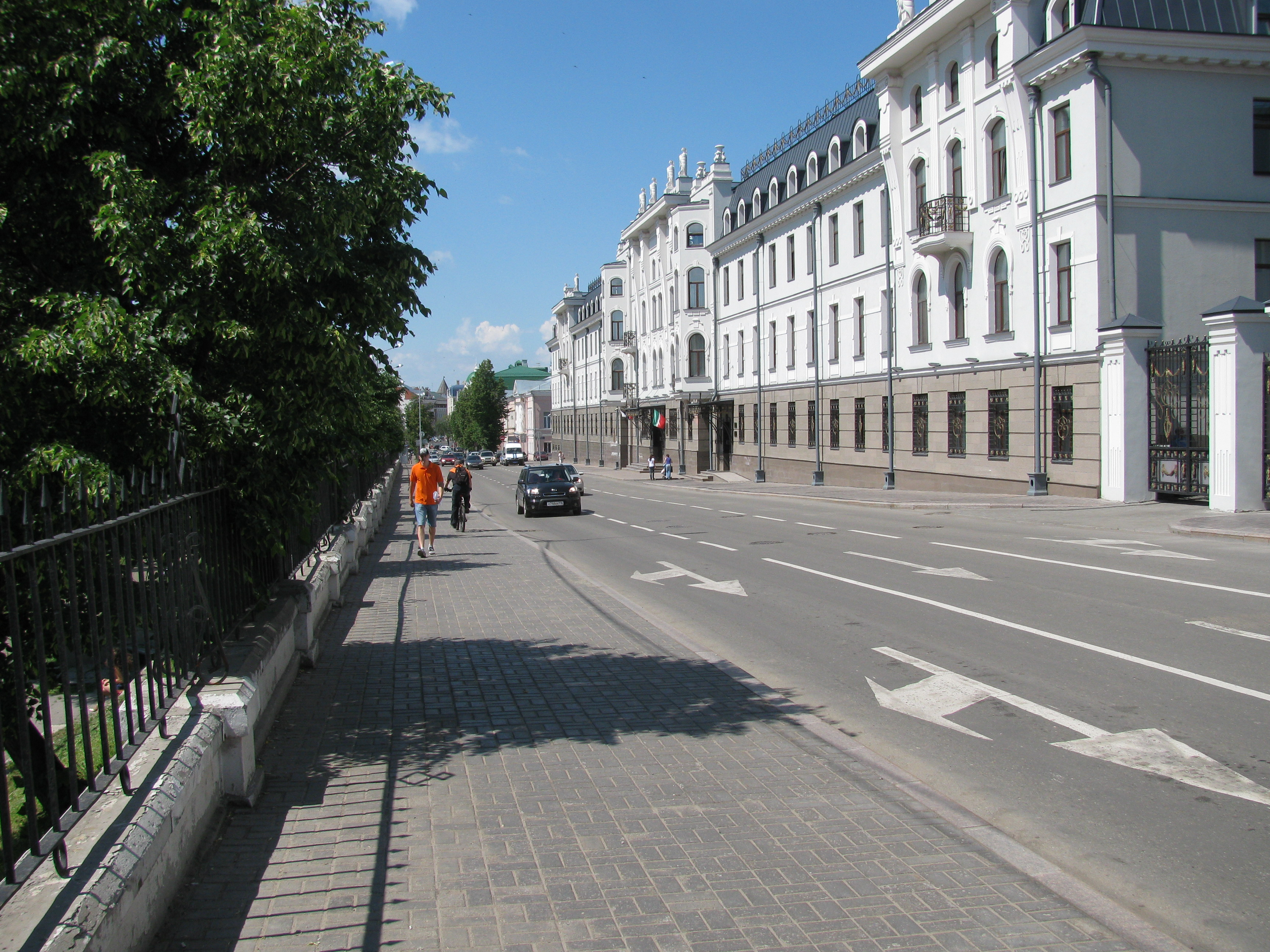
Нечётная сторона